# Новий Живецький замок
Новий замок у Живцю (пол. Nowy Zamek w Żywcu) — палац у стилі класицизму, розташований у місті Живець у Сілезькому воєводстві в Польщі. 

## Історія
Палац було спроєктовано Каролем Пєчке на замовлення ерцгерцога Альбрехта, його кілька разів перебудовували. У 1893—1895 роках було споруджене нове, накрите скляним дахом, крило, у якому було обладнано спальні та кімнати для гостей. Ще одну розбудову палацу було здійснено, коли живецьке майно успадкував від покійного дядька Кароль Стефан. Саме тоді було добудовано павільйон для подовження південного крила, в якому містилася дзеркальна бальна зала, розмірами 10,5 х 18,0 м. Останню розбудову було здійснено у 1911 році, шляхом спорудження тривісного ризаліту з двома бічними балконами, увінчаними класичним тимпаном із гербом Габсбургів. 
Дизайн інтер’єру було доручено краківським художникам: Тадеушу Стриєнському та Франциску Мончинському. Ерцгерцог Кароль Стефан був любителем мистецтва, завдяки йому в палаці було створено колекцію картин польських та європейських художників. Також в палаці розміщувалася колекція срібних виробів вагою близько 500 кг, але під час Другої світової війни її вивезли німці. 
Після Другої світової війни палац було передано технікуму лісового господарства. У вересні 2013 року той, за рішенням міської влади, перевели до іншої будівлі. Після цього, родина Габсбургів подала клопотання про повернення майна. 
У вересні 2001 року до замку повернулася дочка ерцгерцога Кароля Ольбрахта Габсбурга, герцогиня Марія Кристина Альтенбург, для якої було облаштовано помешкання в одному з крил давньої резиденції. Герцогиня жила там до своєї смерті у 2012 році.     

## Світлини

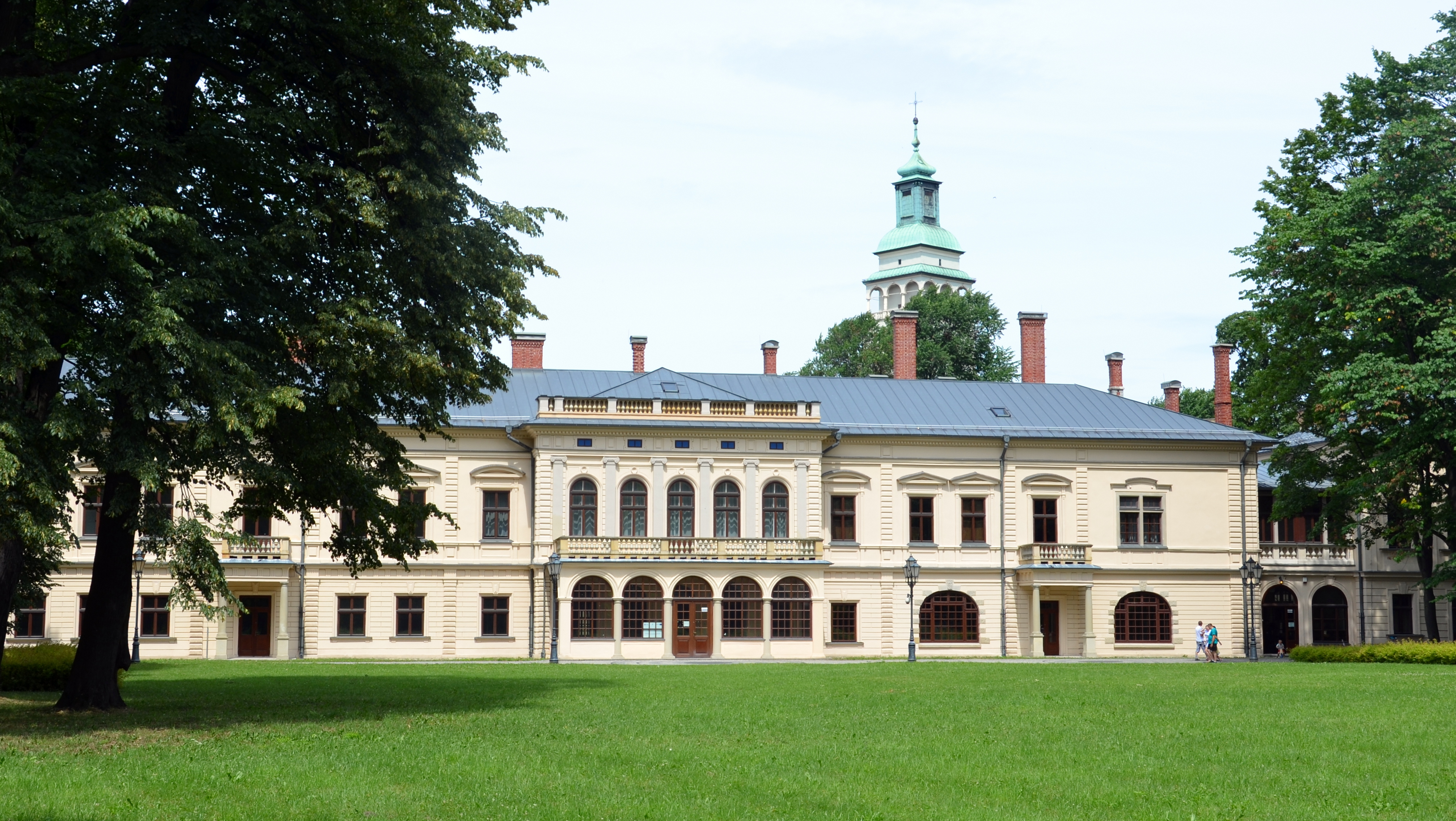
Західний фасад палацу у 2015 році
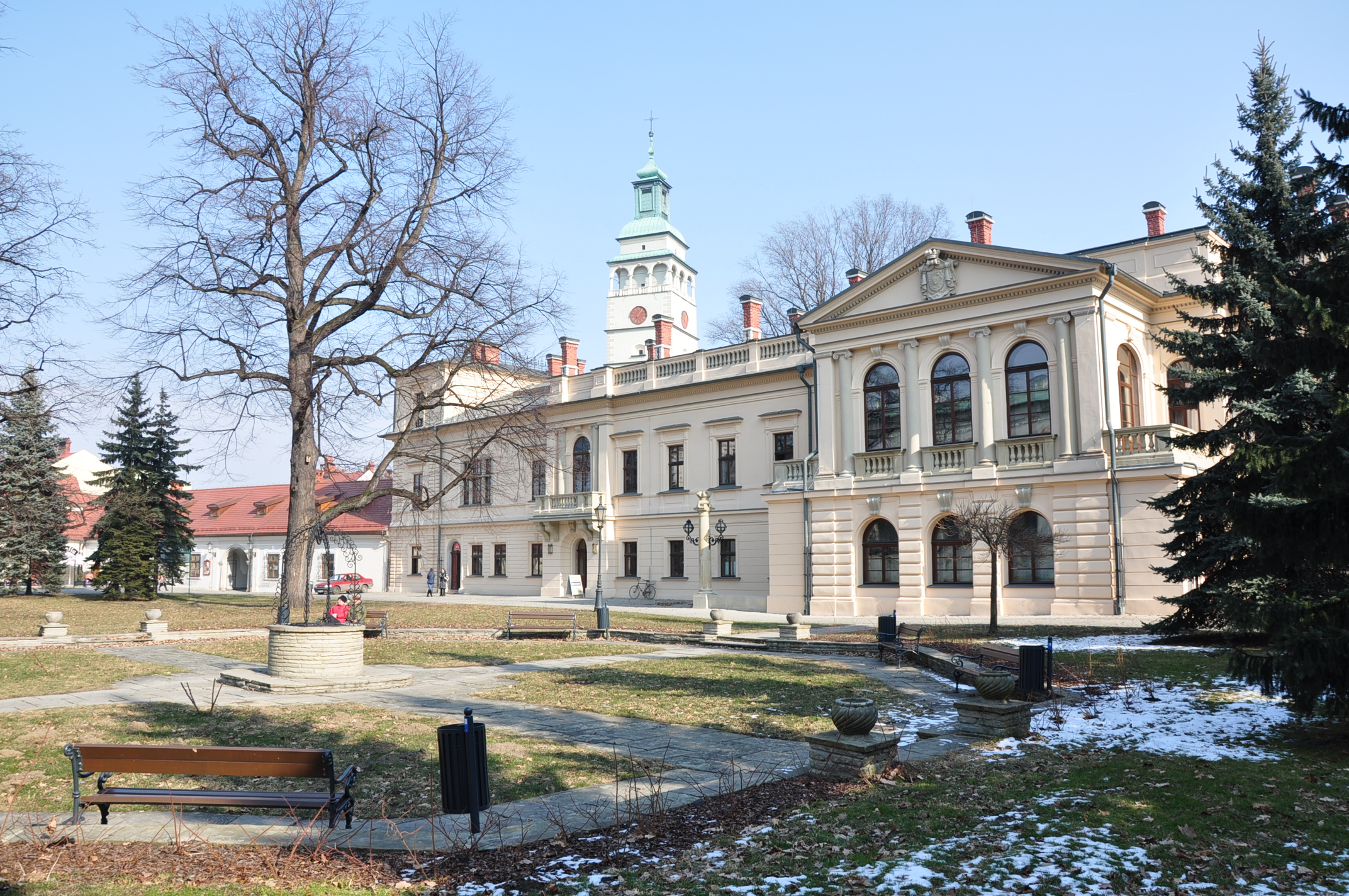
Західний фасад палацу у 2011 році
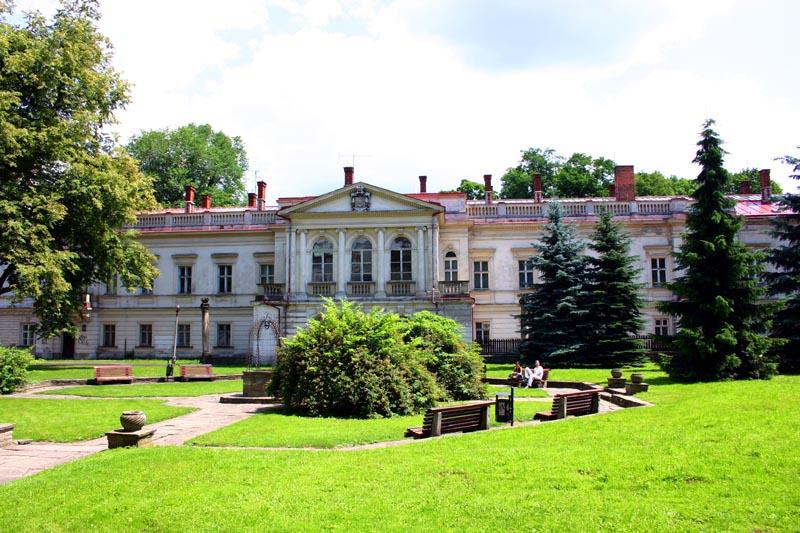
Західний фасад у 2006 році
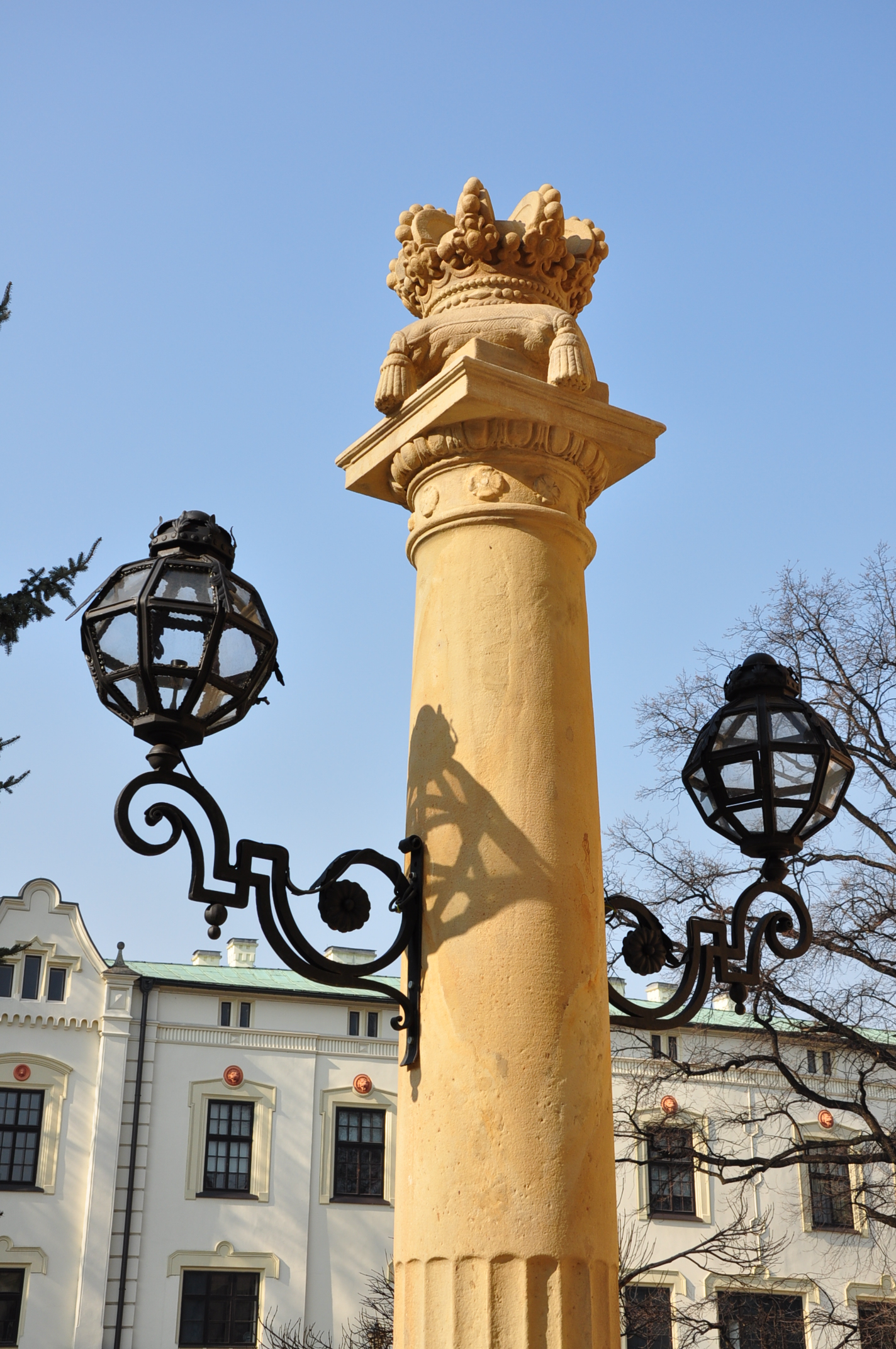
Ліхтарі біля палацу
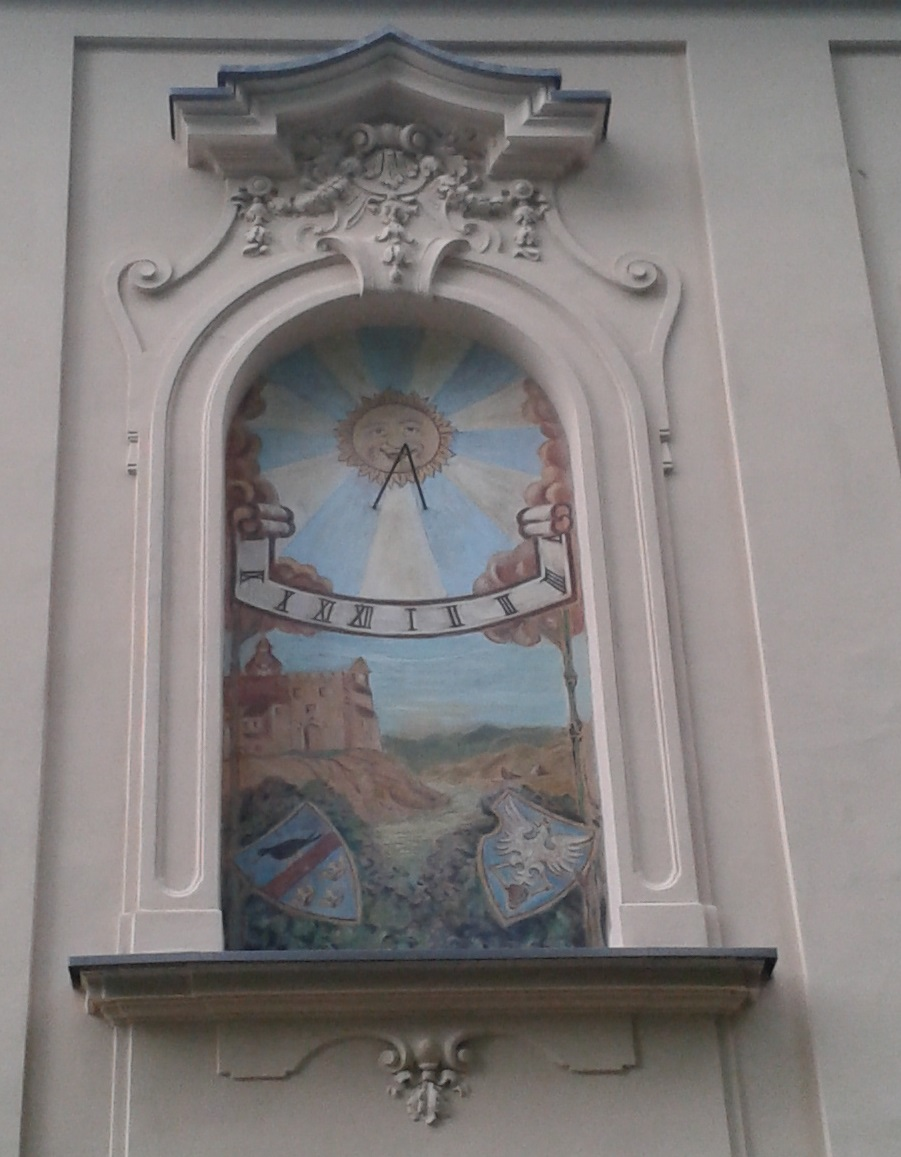
Сонячний годинник